# Mukařov (Malá Skála)
Mukařov je vesnice, část obce Malá Skála v okrese Jablonec nad Nisou. Nachází se asi 2,5 km na sever od Malé Skály. Je zde evidováno 139 adres. Trvale zde žije 146 obyvatel.
Mukařov leží v katastrálním území Mukařov u Jablonce nad Nisou o rozloze 2,77 km2. V katastrálním území Mukařov u Jablonce nad Nisou leží i Želeč.

## Historie
První písemná zmínka o obci pochází z roku 1543. Ve vsi se narodil Čestmír Šikola (1919-2008), radista paradesantní skupiny Clay-Eva, vysazené v protektorátu Čechy a Morava v noci z 12. na 13. dubna 1944. Na domě čp. 76 jej připomíná pamětní deska.

## Pamětihodnosti
- památkově chráněný milník v osadě Filka
- pískovcový kříž ve středu vsi proti domu čp. 16
- dům čp. 76 s pamětní deskou Čestmíra Šikoly
- stavby lidové architektury
- vilky z 20.-30. let 20. století

## Fotogalerie

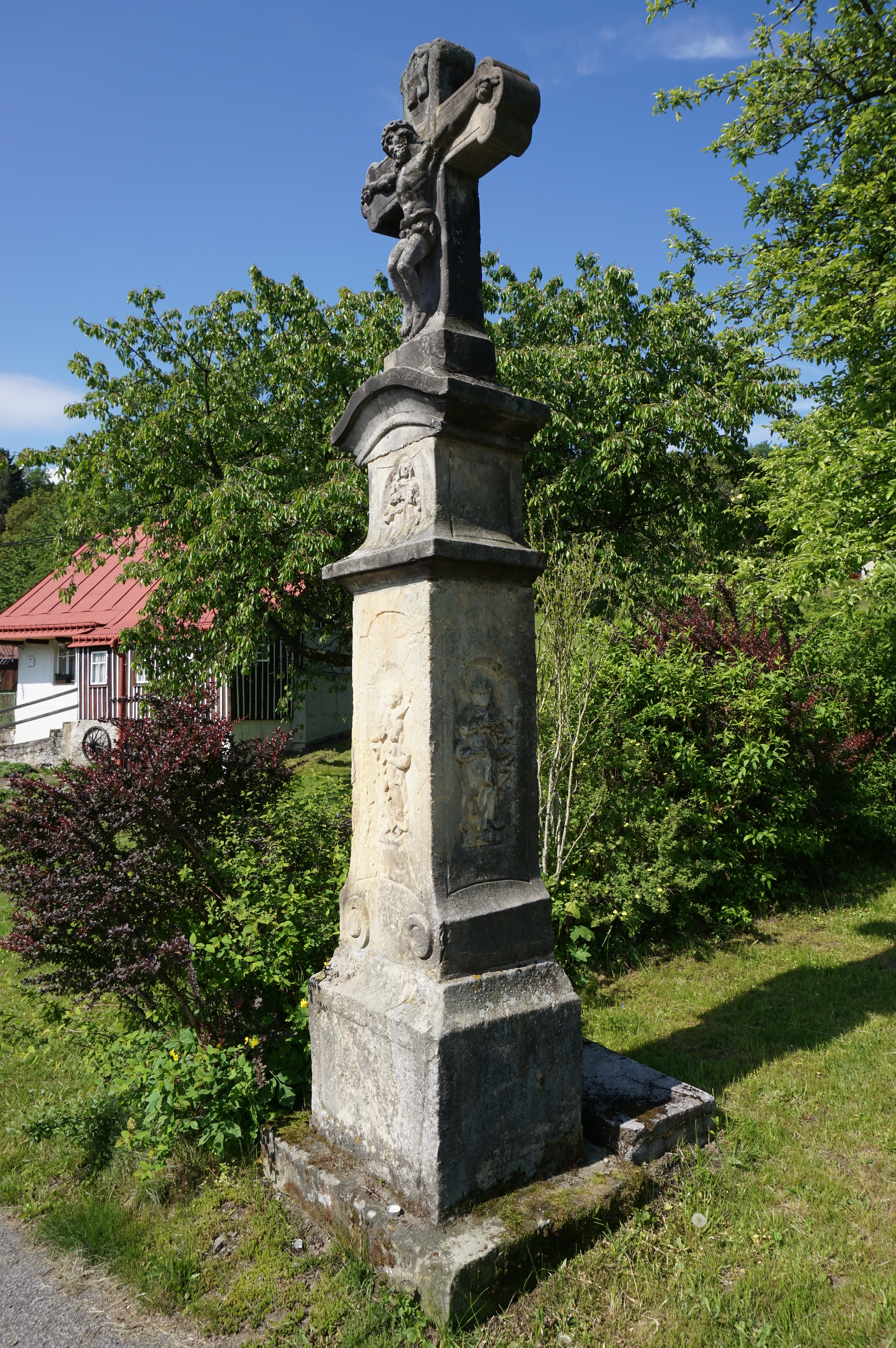
pískovcový kříž
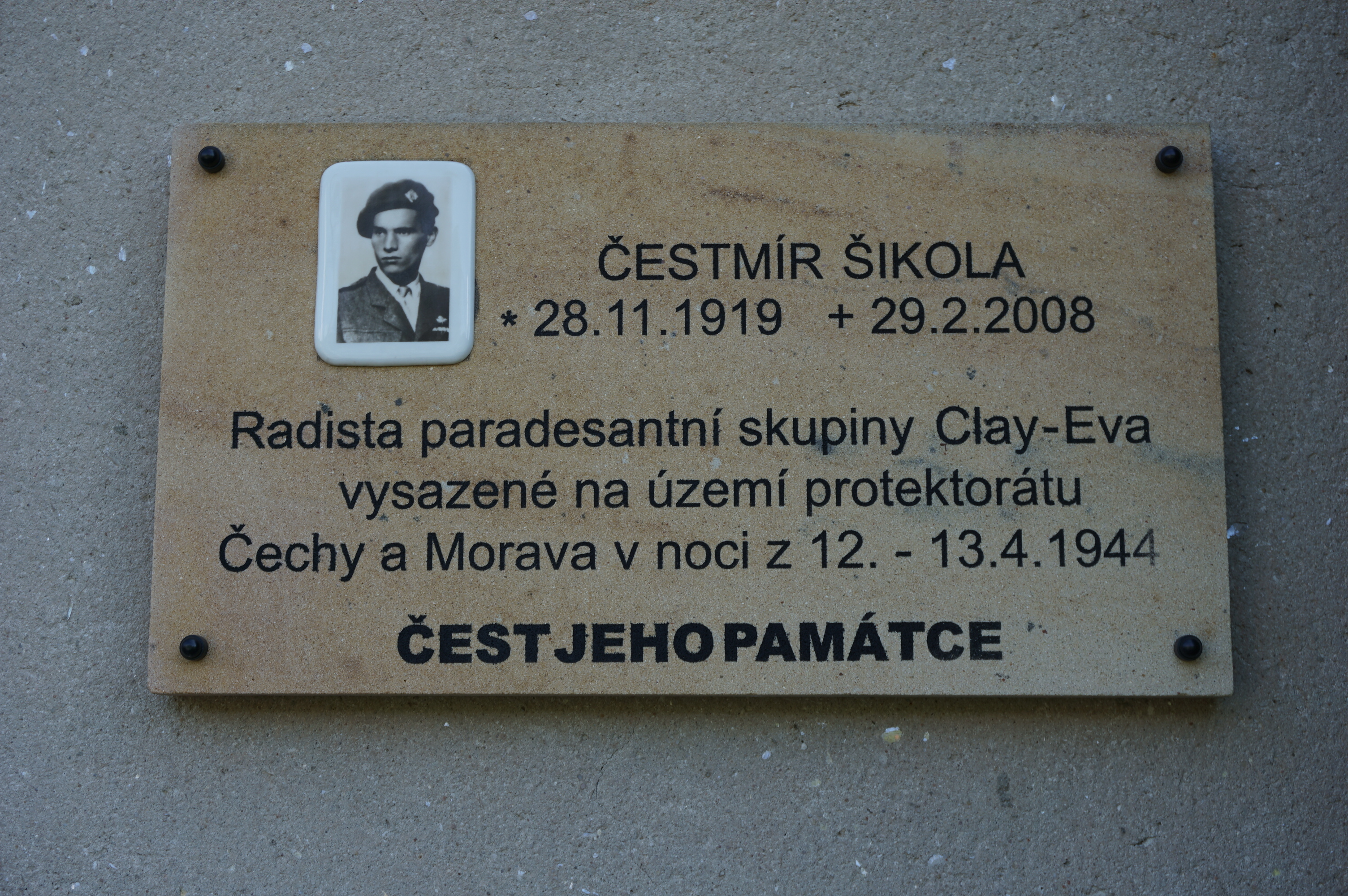
pamětní deska Čestmíra Šikoly
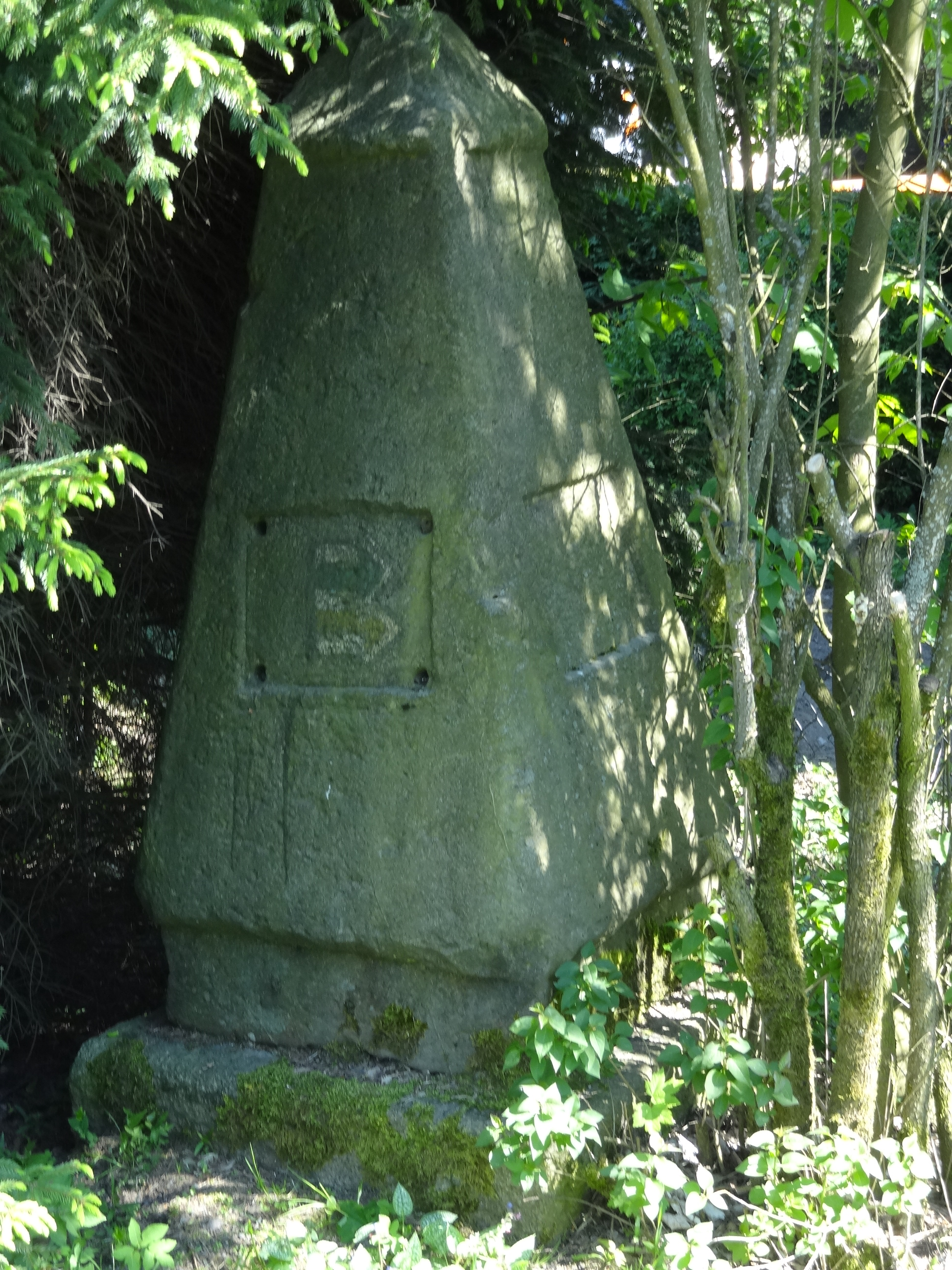
historický milník na Filce
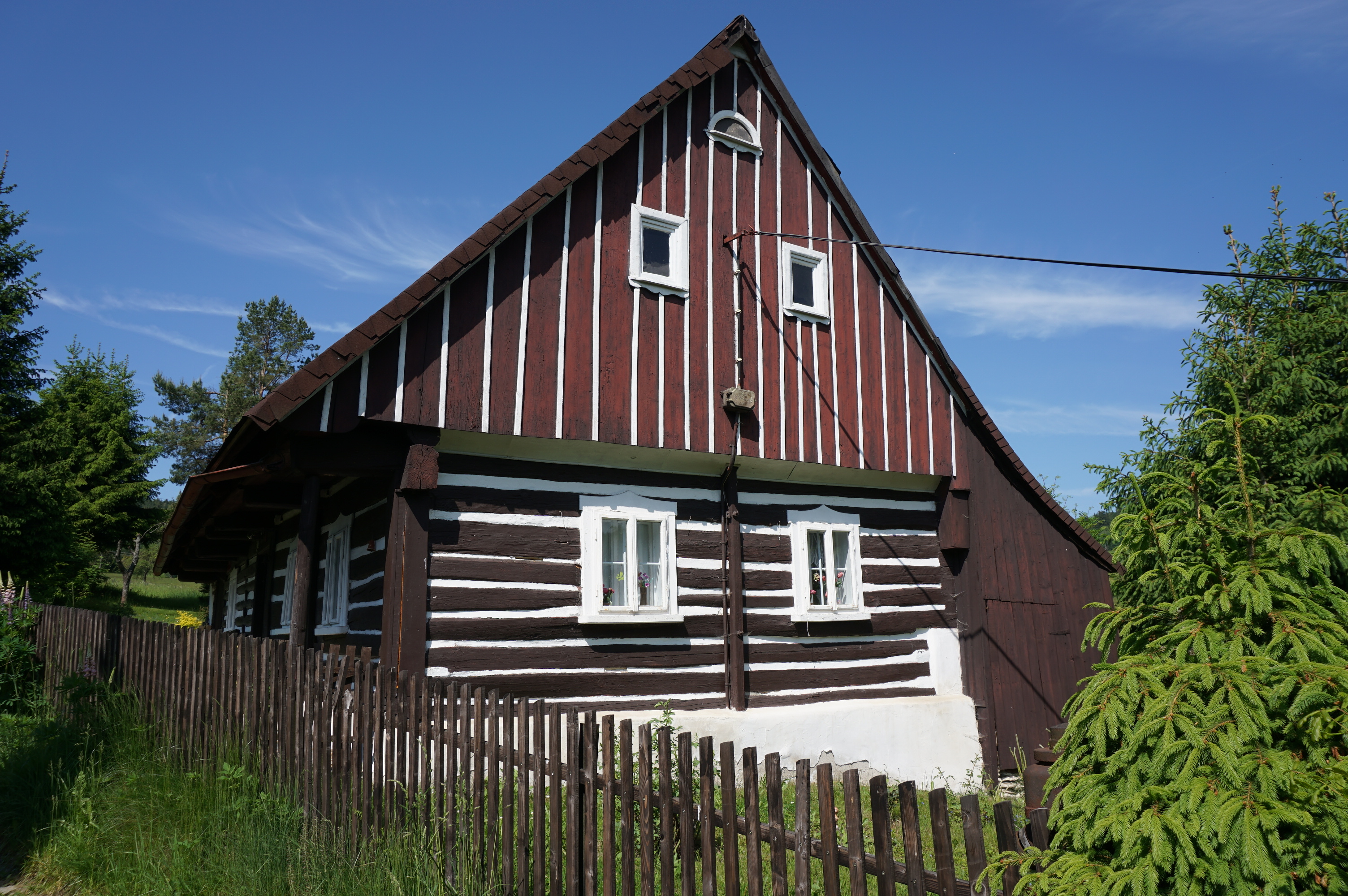
chalupa če. 331
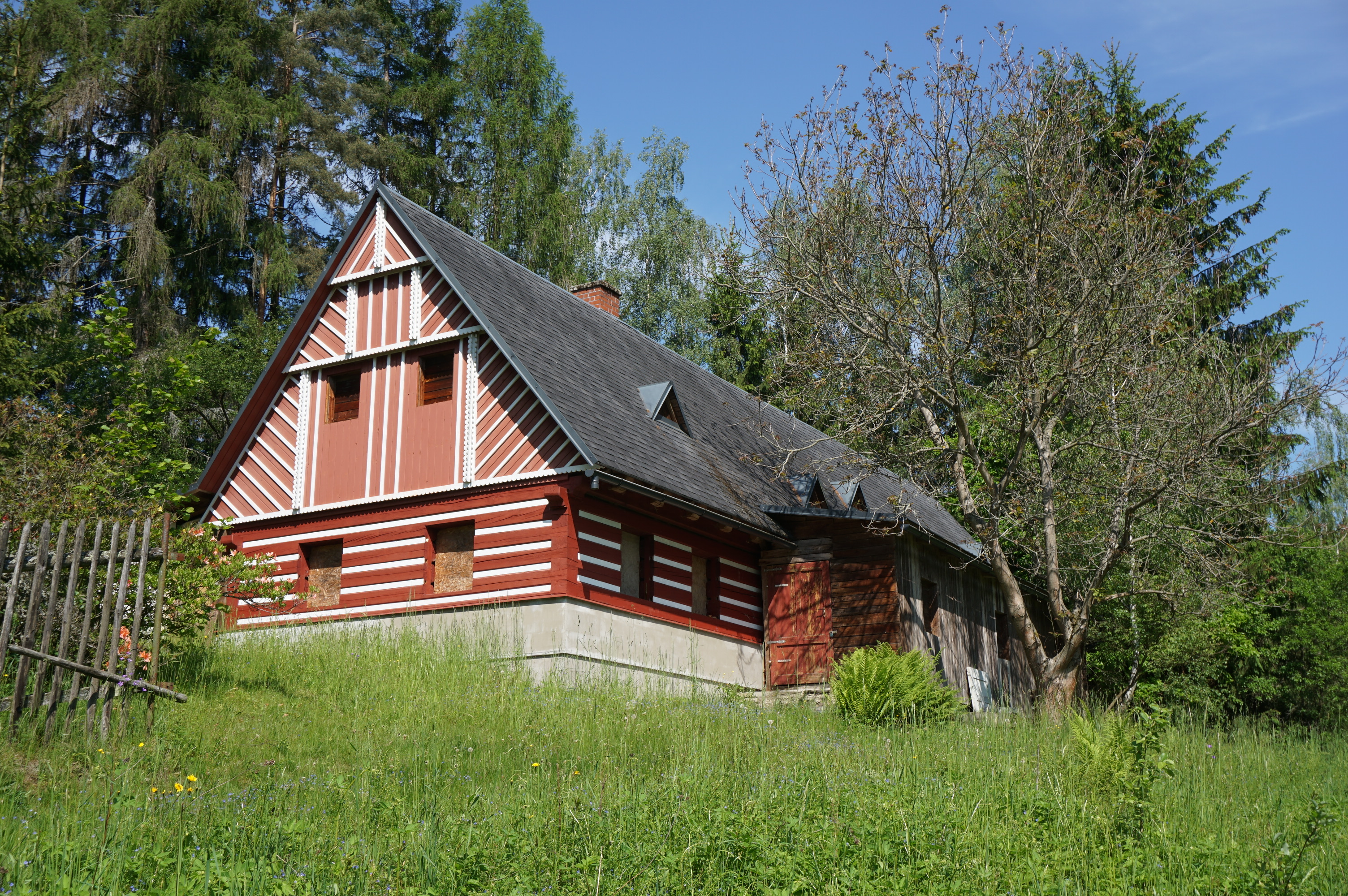
chalupa če. 336